# こちら山中デスクです
こちら山中デスクです（こちらやまなかデスクです）は、TBSラジオで2007年4月2日から2009年3月23日まで放送されていたラジオ番組。インターネットで検索されたキーワード、報道にまつわる裏話や昔話などを紹介するエンターテインメント番組。

## 放送時間
- 毎週月曜日 20:00 - 22:00

## 出演者
- 山中秀樹 （フリーアナウンサー、元フジテレビアナウンサー）
- 久保田智子 （当時・TBSアナウンサー） - 同日昼間にTBSテレビで放送されていた「2時っチャオ!」も担当。
- 長岡杏子 （当時・TBSアナウンサー） - 「報道系音楽企画 山中タイムズ」ナレーター
- 桐畑トール（ほたるゲンジ） - 「週替わり企画・桐畑トールの毎日毎日楽しいことばかり」リポーター

## タイムテーブル
- 20:00　オープニング
  - キーワードにちなんだメール・FAXも募集する（送られてきたメール・FAXはコーナーの合間に読まれる）。
- 20:20　Google 気になる!?急上昇ワード
- 20:35　TBSラジオ交通情報
- 20:40　報道系音楽企画 山中タイムズ
- 21:00　放送では言えなかった現場の話
- 21:30　TBSラジオ交通情報
- 21:35　週替わり企画
- 21:55　エンディング

## コーナー
Google 気になる!?急上昇ワード
Googleの全面協力を受け、「急上昇検索キーワード」（「1週間に検索された数」－「先週検索された数」の差が大きい）の1つをピックアップし紹介する。
番組開始時は「Google急上昇ランキングTOP20」として、ランキングTOP20を紹介。毎回ひとつの国のGoogle急上昇ランキングTOP10を紹介する「Google海外ランキング」もあった。
2008年4月からコーナーが縮小され、同年10月からは1つのキーワードに絞って分析・解説する方針に転換し、コーナー名も変更された。
報道系音楽企画 山中タイムズ
過去の新聞に掲載された記事から話題をピックアップし、それにまつわる音楽とあわせて紹介する。2008年10月から番組終了まで放送。
放送では言えなかった現場の話
アナウンサーやキャスター、ディレクターらを招き、ゲストが過去に携わった事件取材や番組制作の裏話を聞く。派生企画として「ヒット曲の現場スペシャル」「CMの現場スペシャル」がある。最終回は、露木茂をゲストにあさま山荘事件について話を聞いた。

週替わり企画
以下の4つのコーナーを週替わりで放送。2008年10月から番組終了まで。
- 桐畑トールの毎日毎日楽しいことばかり

桐畑がある「楽しいこと」を1か月間やり続け、それについてリポートする。第1回は「1ヶ月間、駅そばを食べ続けましょう！」。
- ヤマナカ・バーチャル・ツアーズ

海外で働く日本人ツアーガイドに現地で行っているガイドを再現してもらう。
- クイズ作家の傑作クイズ

テレビ番組などで活躍するクイズ作家が過去に作成したクイズを出題する。
- 私のロストラブ

一般人女性を久保田がインタビューし、失恋話を聞く。特別企画をレギュラー化。
これぞ企業努力じゃけん!
2008年4月から同年6月まで放送。リポーターとして桐畑が出演した。
賢者の始末書
2008年7月から同年10月まで放送。ロータリークラブ所属の企業経営者らが過去の失敗談を語る。
その他
エンディングでTBSラジオの過去の音源を紹介した。

## 特別企画
- 世界のGoogleランキングスペシャル - 2007年5月7日放送。アメリカとインドのランキングを紹介した。
- 年間検索キーワードベスト50 - 2007年12月31日放送。
- 山中総研 業界大予測 - 実際のタイトルは「山中総研200X年業界大予測」。年始1回目に放送。自動車、経済など各分野のスペシャリストにその年の動向予想を聞く。2009年は取り上げたテーマを題材にしたほたるゲンジによる漫才も織り交ぜた。
- 山中秀樹・男の対談 - 過去のゲストは渡哲也、立川談志、貴乃花光司。
- イントロクイズ
- ヒット曲の現場スペシャル
- 2008年9月8日には、久保田の司会でTBSラジオの過去の深夜番組『私のロストラブ』の復刻版を放送した。同年11月よりレギュラー化。
- こちら山中・中村・柴田デスクです - 2008年12月8日放送。「クイズ作家の傑作クイズ」をはじめとするクイズスペシャル。解答者として山中のほか、山中と同期の中村尚登と柴田秀一が出演。